# Chen Jing (Volleyballspielerin)
Chen Jing (chinesisch 陈静, Pinyin Chén Jìng; * 3. September 1975 in Chengdu, Sichuan) ist eine chinesische Volleyballspielerin.
Chen Jing spielte in der chinesischen Nationalmannschaft als Mittelblockerin und gewann bei den Olympischen Spielen 2004 in Athen die Goldmedaille. Sie gewann außerdem 2003 den World Grand Prix und den Weltpokal in Japan. Chen Jing ist auch mehrfache Asienmeisterin und gewann 2002 die Asienspiele.